# Juan José Lanza Aspas
Juan José Lanza Aspas (Jabaloyas, 12 de junio de 1893 - Barcelona, 26 de diciembre de 1984), fue un escultor español. Es conocido por esculpir algunas esculturas del interior del Templo del Tibidabo en Barcelona, otras en la catedral de Vitoria y numerosas tallas de madera y marfil. Murió en Barcelona el 26 de diciembre de 1984.

## Biografía
Nació en el pueblo de Jabaloyas pero a los 10 años se trasladó junto a toda su familia a Barcelona. Por necesidad pasó por diferentes oficios, aunque claramente su pasión fue siempre la escultura. En 1913 entró a trabajar de aprendiz en el taller escultórico de Juan Lafarga, situado en la Plaça Sant Felip Neri de Barcelona y después por casa Senabra, regido por Sebastián Senabra, hasta que, después de dos años de estar en este taller decidió ir a trabajar a Casa Rius donde elaboraban trabajos de imaginería.  
En Casa Rius trabajaría como oficial junto al que sería su gran amigo Melchor Crua Costa. Juan José se especializó en elaborar los cuerpos y ropajes. Después de un tiempo, el taller recibió un encargo del obispado de Vitoria para hacer una escultura monumental de la Santa Cena. Las esculturas se tallaron en cedro y eran de tamaño natural. A Juan José se le pidieron dos figuras de importancia relevante: la representación de Jesús y la de Judas Tadeo. En este caso fueron muy explícitos al pedirle que las tallara completas, con caras y manos.

Esto le hizo ganar fama y después de Casa Rius trabajó para los Salesianos de Sarrià, que le encargaron infinitud de obras que se encuentran repartidas por multitud de iglesias de toda la península ibérica. Se le ofrece la posibilidad de viajar a Argentina en el 1929 para elaborar una esculturas en Buenos Aires aunque decidió no ir y quedarse en Barcelona.

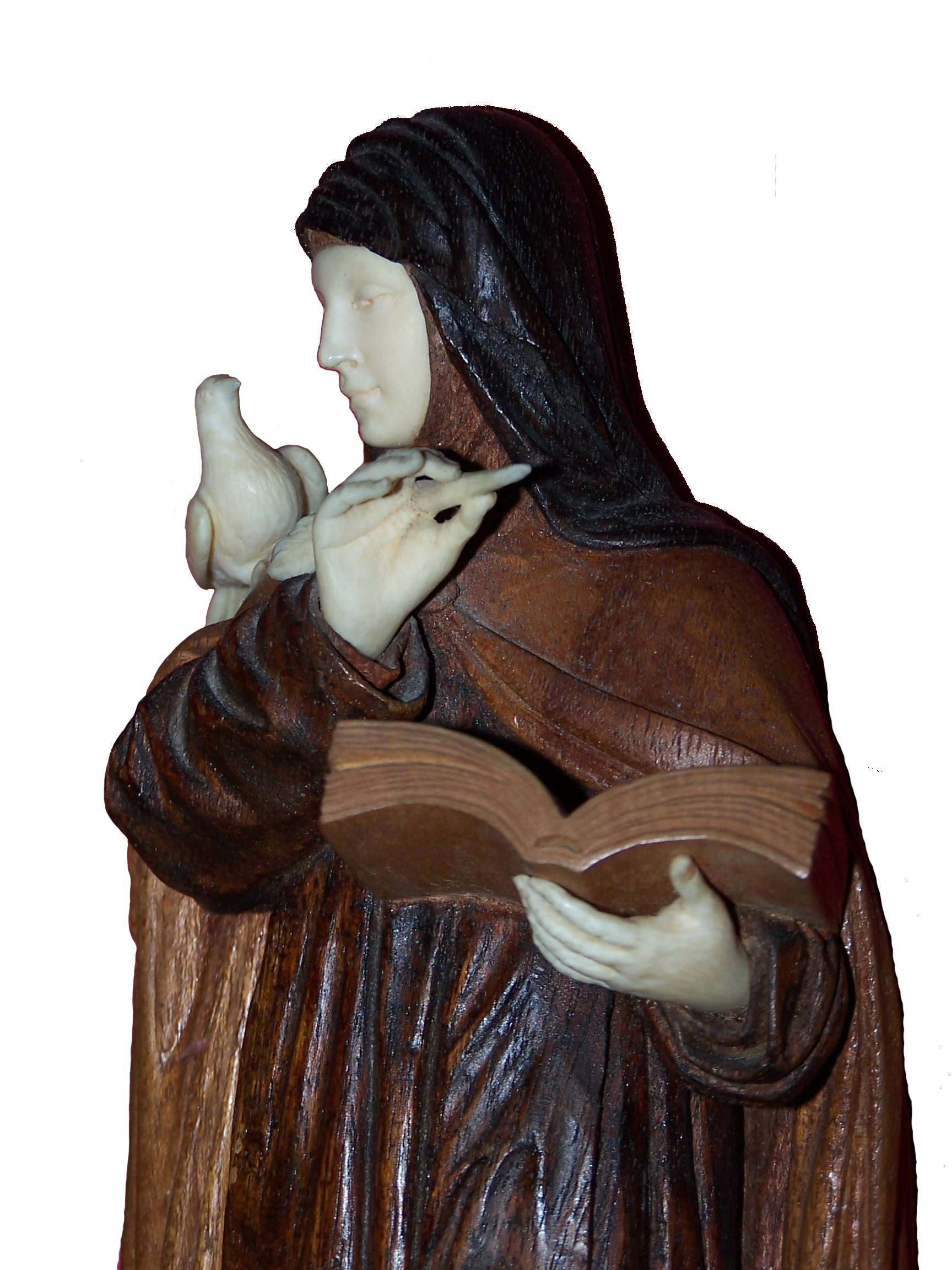

Hubo un parón de trabajo escultórico de imágenes religiosas en tiempo de la segunda República Española y durante la Guerra Civil pero, después de esta, al haberse destrozado y quemado tantas iglesias, la demanda de imaginería religiosa volvió a resurgir. 
Juan José Lanza volvió a trabajar para los Salesianos de Sarrià en este caso como maestro escultor. Aunque estuvo trabajando un total de trece años para los salesianos, nunca le permitieron firmar ninguna de sus obras ya que le exigían que solo hubiera el anagrama de la orden. Es en esta etapa cuando elabora el gran Cristo crucificado del Templo Expiatorio del Sagrado Corazón en el Tibidabo de Barcelona. 
Después de esos años con los salesianos abrió un pequeño taller en su casa donde elaboraba diferentes piezas para clientes particulares especializándose sobre todo en talla sobre marfil en la que destacó especialmente. Se trata de obras pequeñas donde a menudo se mezclaban materiales como las caras, manos y pies de marfil y cuerpos de madera policromada. También tenía otro tipo de encargos cercanos a la orfebrería que incluían, entre otras muchas cosas, pulseras, medallones, anillos, etc. También recibió algunos encargos de pequeñas cajitas cubiertas con relieves o bajorrelieves en marfil. De esta época es la pequeña talla del Cristo crucificado que se encuentra en el Museo de León.

## Etapas
Su trabajo se divide en dos etapas principales. La primera etapa fue en la que se le hicieron encargos de grandes obras escultóricas, todas relacionadas con imaginería religiosa. Eran encargos destinados a estar en el interior de iglesias. Casi todas ellas, en esta etapa, fueron encargadas por la orden salesiana. Un ejemplo de esta época es el Cristo en la Cruz del Santuario del Tibidabo en Barcelona trabajado en madera y de grandes dimensiones.
En un segundo momento, se dedica sobre todo a elaborar pequeñas tallas de madera y de marfil para clientes privados. Vende las obras directamente a éstos o a pequeñas tiendas que se dedican a su distribución.  

## Características de su obra
Sus esculturas de figura humana se caracterizan por la suavidad de las formas, el gusto por todo tipo de detalles y un riguroso estudio por la anatomía humana. Estas escultura se pueden reconocer fácilmente por su delicado trabajo de las manos y pies; elementos de gran finura y elegancia.
En cambio, con las esculturas de representación animal se permite experimentar y jugar con la obra añadiendo también policromías y pequeños detalles de marfil. 
Los bajorrelieves que elabora para particulares son a menudo de marfil y las figuras representadas se ven obligadas a ocupar el espacio del material, que suele ser muy pequeño.
- Datos: Q84842836